# 四桥烟雨楼
四桥烟雨楼位于扬州市瘦西湖东岸，原为清代徽州歙县潭渡盐商黄履暹的别墅趣园（四桥烟雨）内的主楼，重檐楼阁，立于临河台基上。因登楼远眺，可同时看到南面的虹桥，北面的长春桥，西面的五亭桥和玉版桥，因而得名。
乾隆曾四次来园观赏。
乾隆二十二年（1757年），乾隆第二次南巡，游览黄园，赐名“趣园”，并赋诗一首“偶涉亦成趣”。
乾隆三十年（1765年），乾隆第四次南巡，游览趣园，题诗《趣园即景》：“何曾日涉原成趣，恰值云开亦觉欣。”
乾隆四十五年（1780年），乾隆第五次南巡，游览趣园，题诗《趣园即景》：“日涉原成趣，别之十六年。景光仍似昔，岁月暗为迁。”
乾隆四十九年（1784年），乾隆第六次南巡，游览趣园，题诗《趣园》：“沿堤柳叶护梅花，步入溪园清且嘉，此是扬州丝管地，可知日涉有陶家。”
又题诗《半亩塘》：“借问何成趣，竹香留冬翠，梅野笑春开。半亩波不作，一奁影与陪。天然澄照处，五载偶重来。”
乾隆第四次南巡后，在北京西郊长春园东围墙内，模仿趣园兴建了鉴园。
嘉庆后，趣园逐渐荒毁湮没。光绪三年（1877），在此开设课桑局，植桑养蚕，又建三贤祠，祭祀欧阳修、苏轼、王士慎三人。民国后期撤废。1960年秋，扬州市政府于旧址复建四桥烟雨楼，楼高二层，面西三楹，四面廊。
四桥烟雨楼列为第五批扬州市文物保护单位。